# Nová Ves u Mladé Vožice
Nová Ves u Mladé Vožice (německy Neudorf bei Jung Woschitz) je obec v okrese Tábor v Jihočeském kraji. Žije v ní 197 obyvatel. Obcí protéká Novoveský potok, který je levostranným přítokem řeky Blanice.

## Historie
První písemná zmínka o obci pochází z roku 1257.

## Obyvatelstvo
| Rok            | 1869 | 1880 | 1890 | 1900 | 1910 | 1921 | 1930 | 1950 | 1961 | 1970 | 1980 | 1991 | 2001 | 2011 | 2021 |
| -------------- | ---- | ---- | ---- | ---- | ---- | ---- | ---- | ---- | ---- | ---- | ---- | ---- | ---- | ---- | ---- |
| Počet obyvatel | 823  | 871  | 796  | 800  | 767  | 703  | 644  | 444  | 416  | 354  | 281  | 199  | 189  | 164  | 199  |
| Počet domů     | 127  | 126  | 136  | 132  | 118  | 122  | 121  | 123  | 104  | 101  | 83   | 112  | 117  | 118  | 117  |

## Obecní správa
Mezi lety 1850–1975 byla Nová Ves u Mladé Vožice obcí v okrese Tábor (1850–1930), posléze v okrese Votice (1950) a později v okrese Tábor. Od 1. ledna 1976 do 23. listopadu 1990 patřila jako část obce k Oldřichovu a od 24. listopadu 1990 je opět samostatnou obcí.

### Části obce
- Horní Střítež
- Křtěnovice
- Mutice
- Nová Ves u Mladé Vožice

V letech 1850–1929 k obci patřila i Zhoř u Mladé Vožice a v letech 1850–1959 také Rašovice.

### Obecní symboly
Znak a vlajka byly obci uděleny rozhodnutím předsedy Poslanecké sněmovny Parlamentu České republiky dne 21. června 2018.

## Pamětihodnosti
- Kostel svaté Kateřiny
- Fara

## Galerie

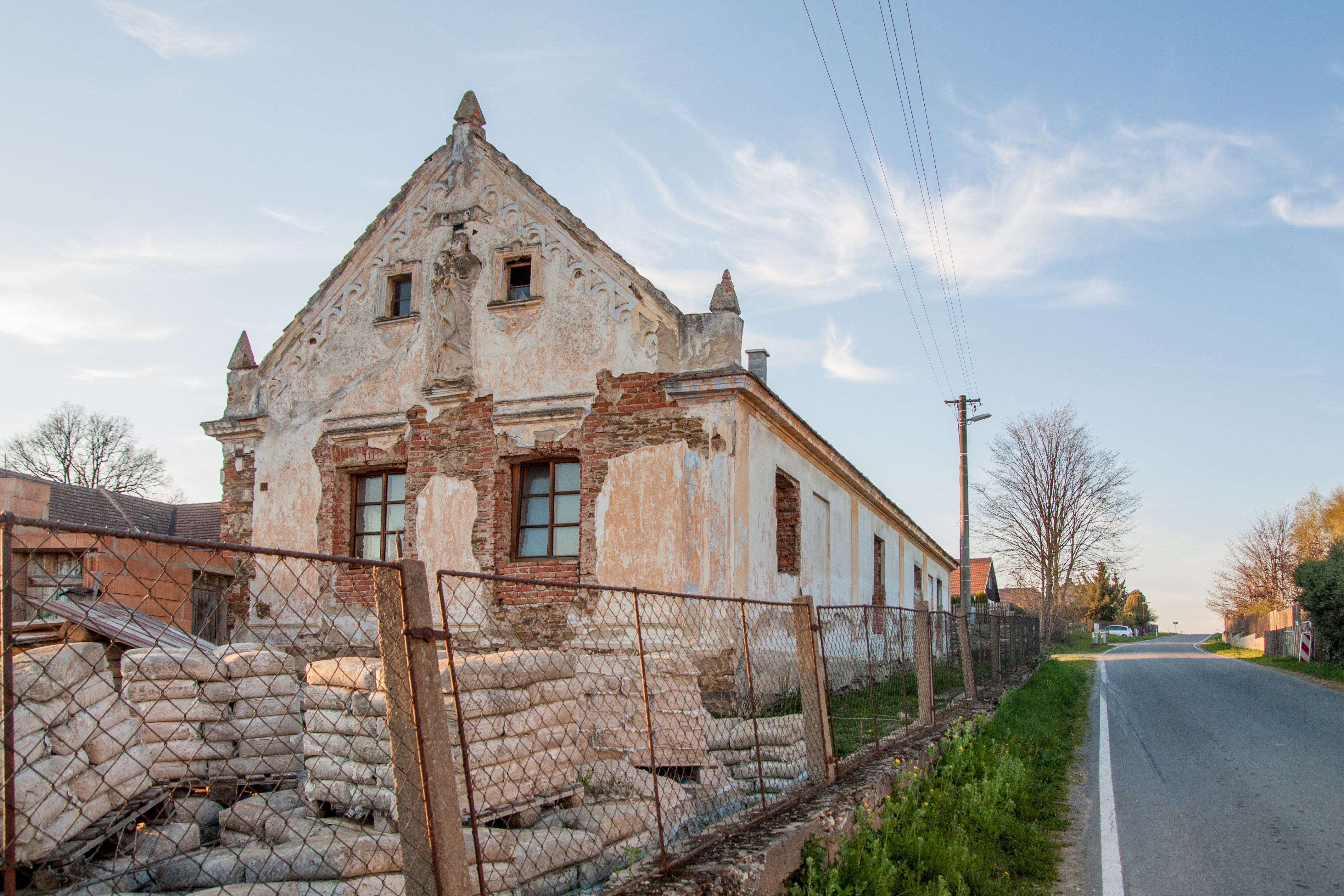
Usedlost (2019)
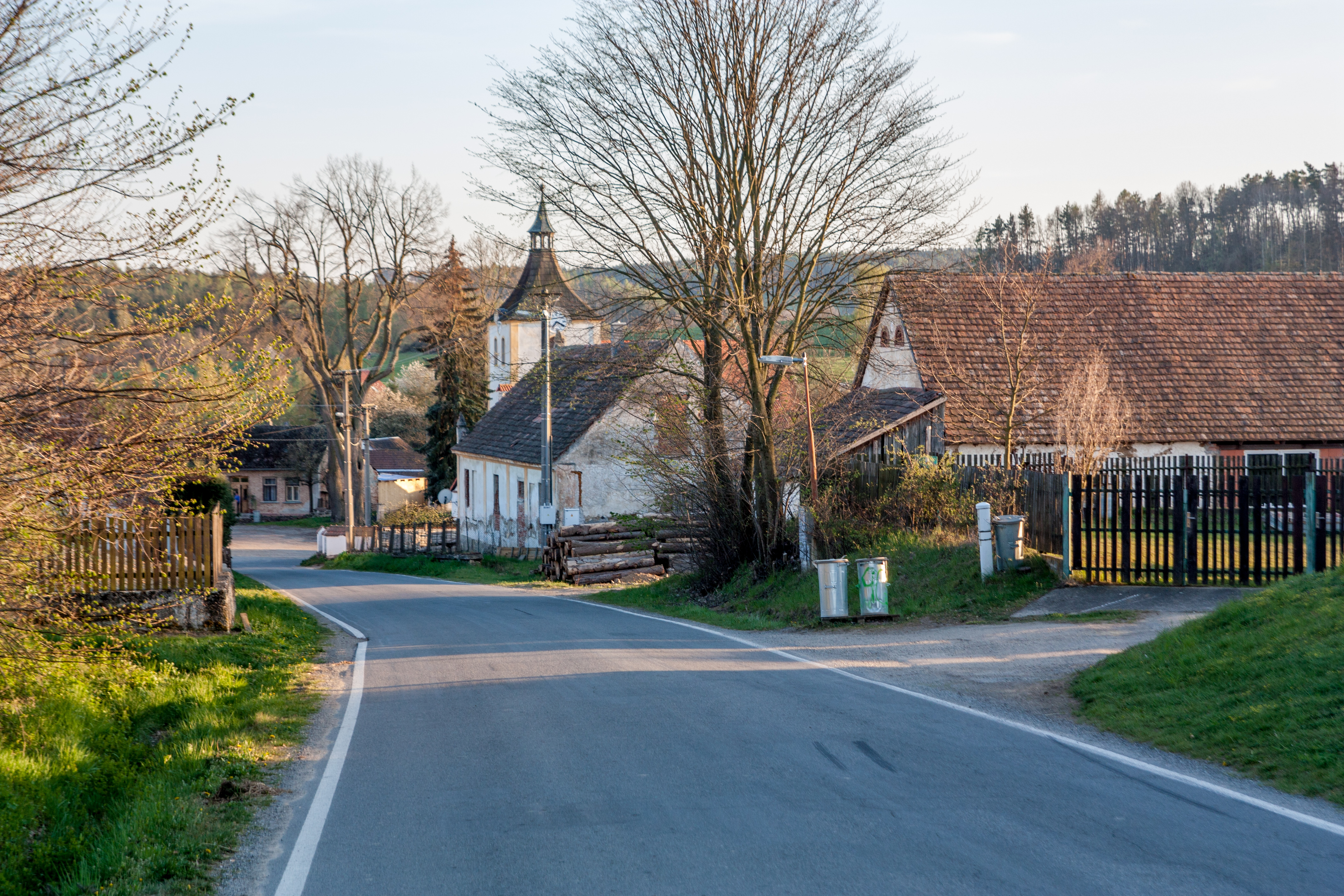
Odbočka (2019)
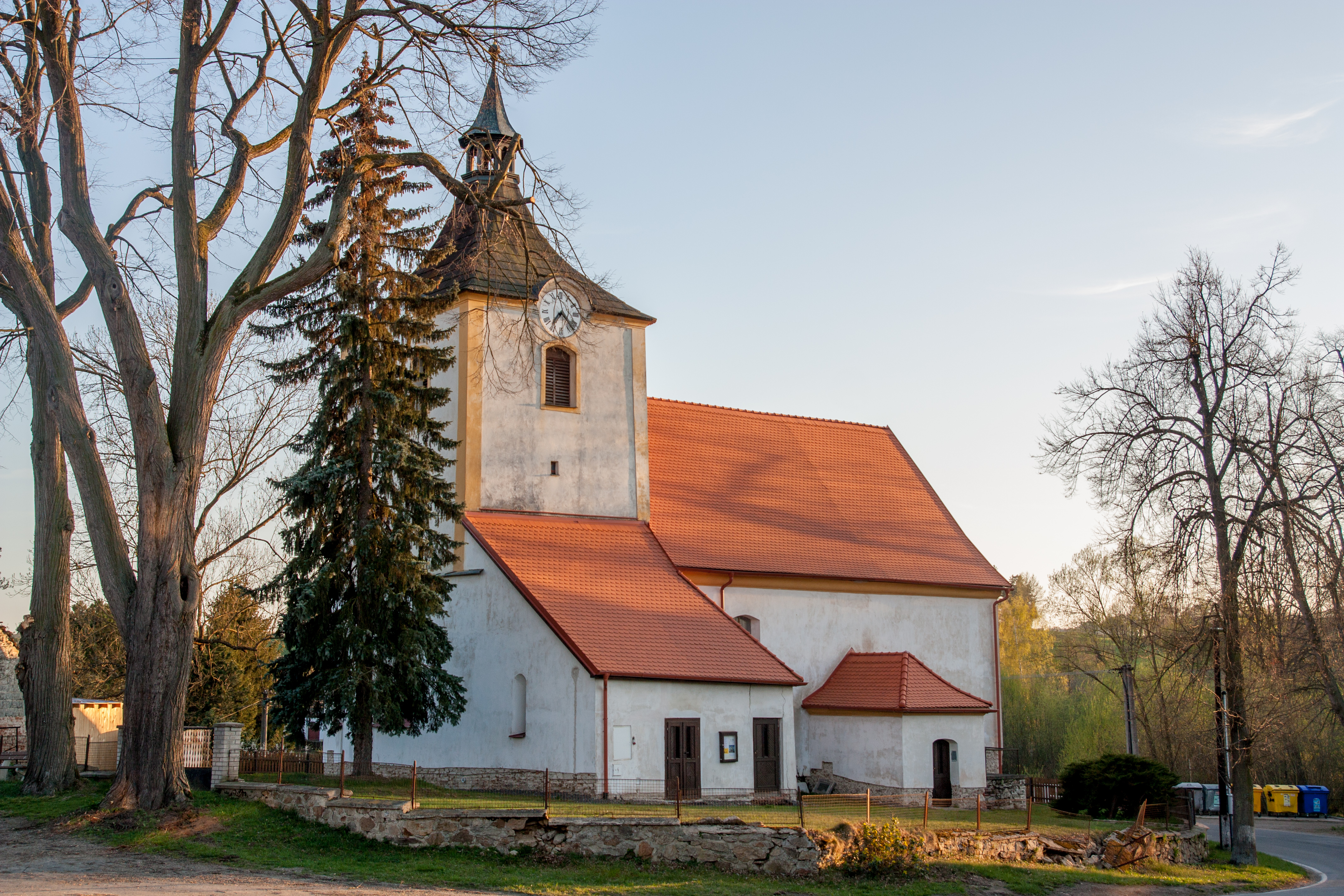
Kostel sv. Kateřiny (2019)
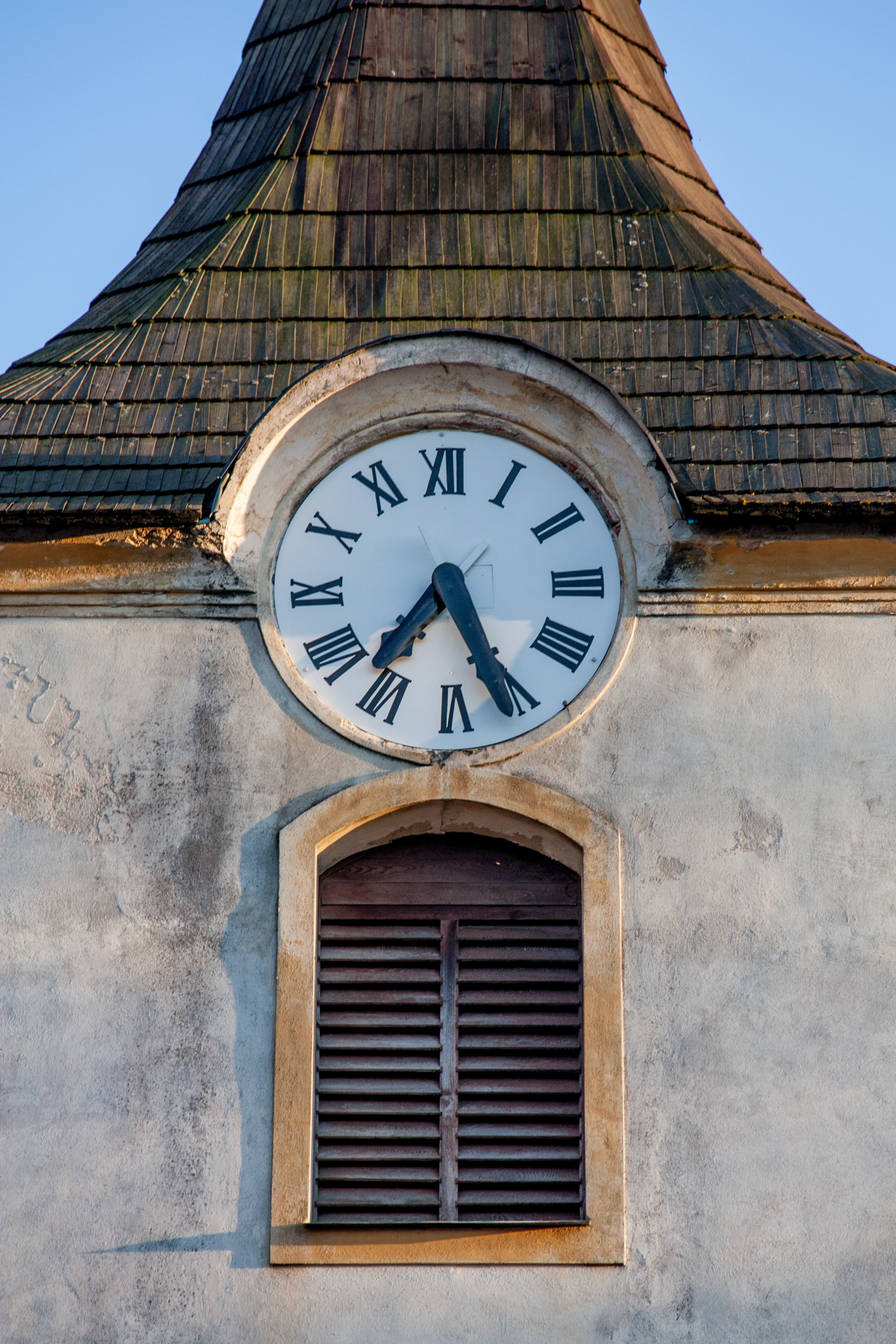
Hodiny na věži kostela (2019)
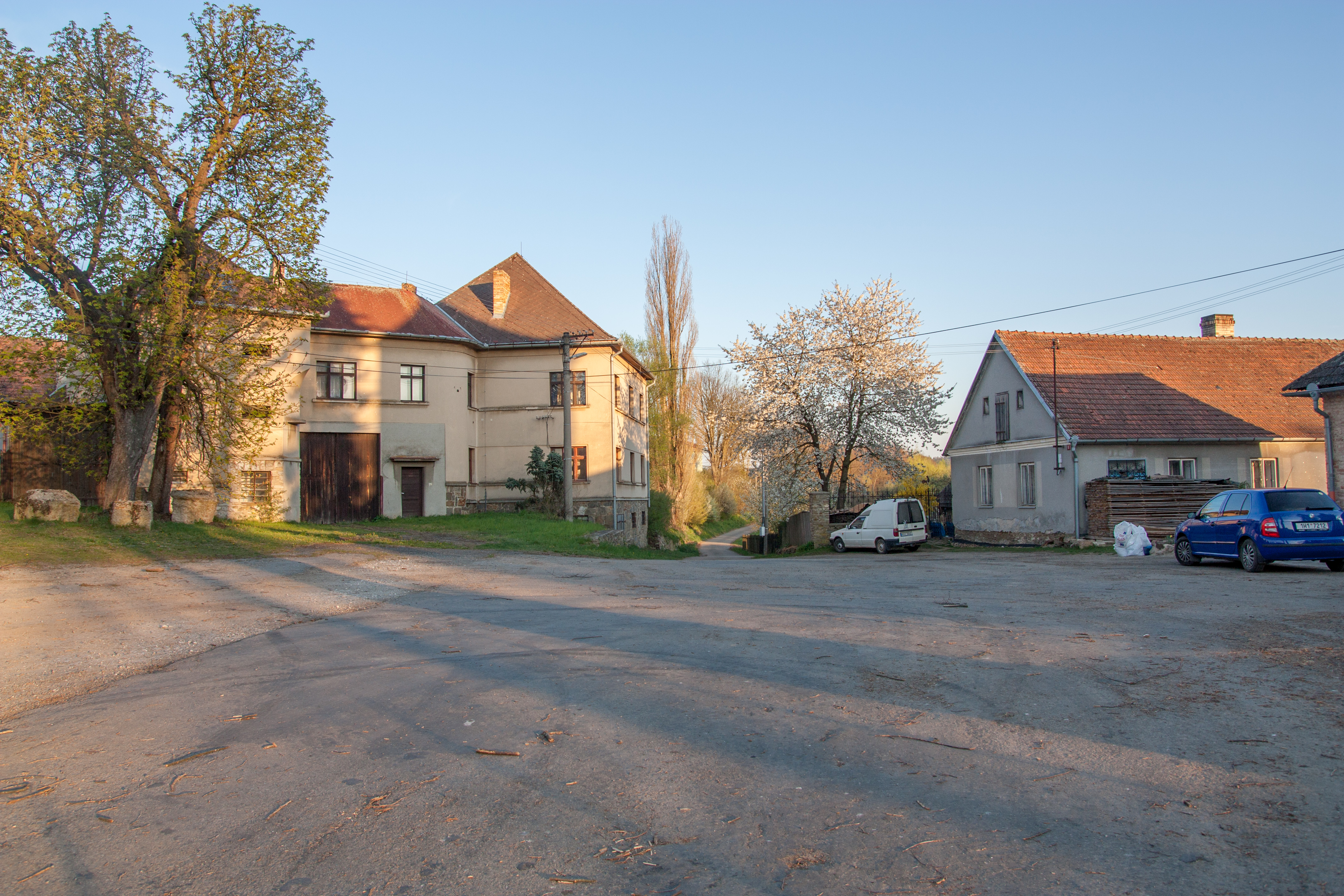
Domy (2019)